# Niflhel
Niflhel (fra Nifel, der betyder tåge og  dødsriget Hel) er et sted i nordisk mytologi, der nævnes i den Ældre Eddas digte Vafþrúðnismál og Baldrs draumar, samt i Snorri Sturlusons Gylfaginning. Ifølge Sturlusons værk kan Niflhel tolkes som det laveste niveau i dødsriget Hel, hvor kun dem, som bliver dræbt i dødsriget, ender. I Niflhel sidder blandt andre Bygmesteren. Niflhel og Hel bliver nogle gange blandet sammen med Niflheim, der også nævnes i Sturluson værk.
| Nordisk mytologi | Spire Denne artikel om nordisk religion og mytologi er en spire som bør udbygges. Du er velkommen til at hjælpe Wikipedia ved at udvide den. |